# Nelkenmeister

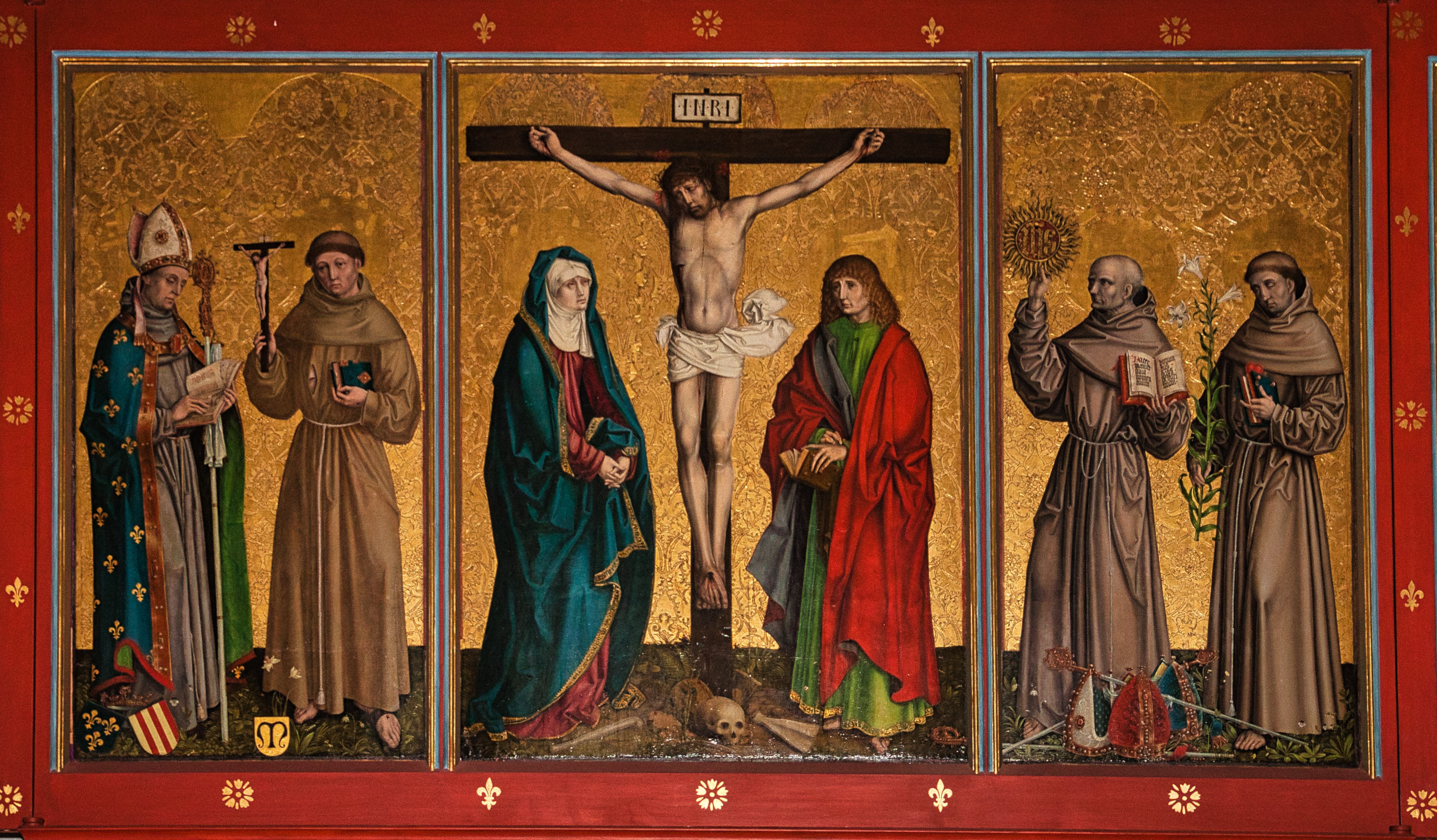
Werkstatt Bartholomäus Rutenzweig: Kreuzigungsgruppe mit Franziskanerheiligen (Mittelteil des Hochaltarretabels in der Freiburger Franziskanerkirche, um 1479)

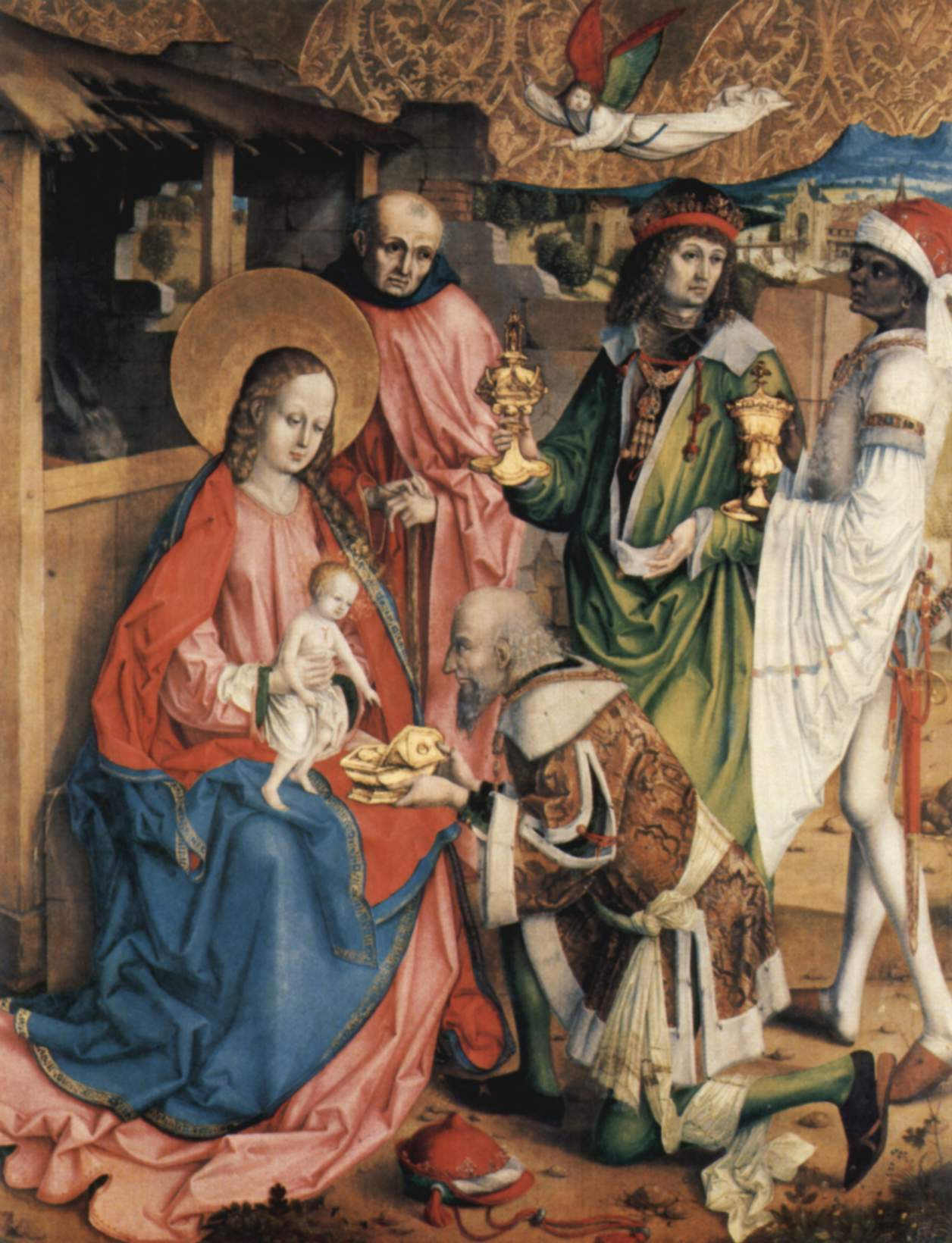
Werkstatt Bartholomäus Rutenzweig: Anbetung der Hl. Drei Könige (Rechter Innenflügel des Hochaltarretabels in der Freiburger Franziskanerkirche, um 1479)

Nelkenmeister bezeichnet eine Gruppe anonymer spätgotischer Maler, die zwischen 1479 und 1510 in schweizerischem Gebiet tätig waren. Sie signierten ihre Bilder noch nicht wie später weitgehend üblich namentlich, sondern mit zwei geschnittenen Nelken in roter und weisser Farbe oder auch manchmal einer Nelke mit Rispe. Der Gruppe werden ca. 30 Tafelbilder – alle mit religiösen Motiven – zugeordnet, die in ihren Werkstätten wohl zuerst in Basel und dann Bern, Baden, Solothurn und Zürich entstanden.

## Das Symbol der Nelken
Eventuell war das Nelkensymbol anfänglich Zeichen einer Marienverehrung und der Passion Christi oder sogar einer Art Bruderschaft dieser Maler. Zuerst also vielleicht ein Zeichen mit mystischer Bedeutung, kann es sich dann zu einem reinen „Markenzeichen“ einer eigenständigen eidgenössischen Malerschule entwickelt haben, mit dem sich die Meister von anderen im schweizerischen Raum tätigen Malern aus anderen Regionen unterscheiden konnten. Das Nelkensymbol ist erstmals 1479 auf dem Hochaltarbild der Franziskanerkirche in Freiburg (Schweiz) zu finden.

## Werkgruppen

### Basler Nelkenmeister
Hauptwerk und Ausgangspunkt der Gruppe ist das Hochaltarbild der Freiburger Franziskanerkirche, das wohl alle anderen Werkstätten kannten; es wurde von der Basler Werkstatt des Bartholomäus Rutenzweig († 1494) für die Freiburger Franziskanerkirche ausgeführt. Dabei ist Rutenzweig namentlich bekannt, weil er diesen Auftrag und einige andere akquirieren konnte. Ob er dieses Werk künstlerisch entscheidend geprägt hat, ist unklar. Klar ist aber, dass mehrere Hände am Freiburger Hochaltar unterschieden werden können.

### Nachfolger
Es können dann neben diesem Werk die nachfolgenden Werkgruppen unterschieden werden: drei Werkgruppen um die Berner Nelkenmeister und Werkgruppen um zwei Zürcher Nelkenmeister, von denen einer Hans Leu der Ältere gewesen sein könnte. Sie signierten ihre Werke mit Nelke und Rispe. In Bern soll sich der erste Nelkenmeister um 1485 angesiedelt haben und mit Paul Löwensprung zu identifizieren sein. Demnach soll er bereits als Geselle Palus am Freiburger Hochaltar mitgearbeitet haben. Seine ersten Berner Werke werden auf die Zeit um 1485 bis 1490 datiert. Zur gleichen Zeit dürften in Zürich die frühesten Tafeln des ersten oder älteren Nelkenmeisters entstanden sein. Daneben ist ein zweiter Zürcher Nelkenmeister zu unterscheiden, der mit Hans Leu der Ältere identifiziert wird.

## Berner Nelkenmeister
Johannes der Täufer in der Wüste ist ein Gemälde aus der Werkstatt eines Berner Nelkenmeisters. Das Bild befindet sich im Kunsthaus Zürich. In der französischen Kirche in Bern, der ehemaligen Dominikanerkirche, befinden sich im Lettner mehrere Gemälde mit dem Nelkenzeichen. Sie werden ebenfalls einer Berner Nelkenmeisterwerkstatt zugeschrieben. Sie wurden im Jahr 1495 vollendet.

Beispiele der Berner Nelkenmeister
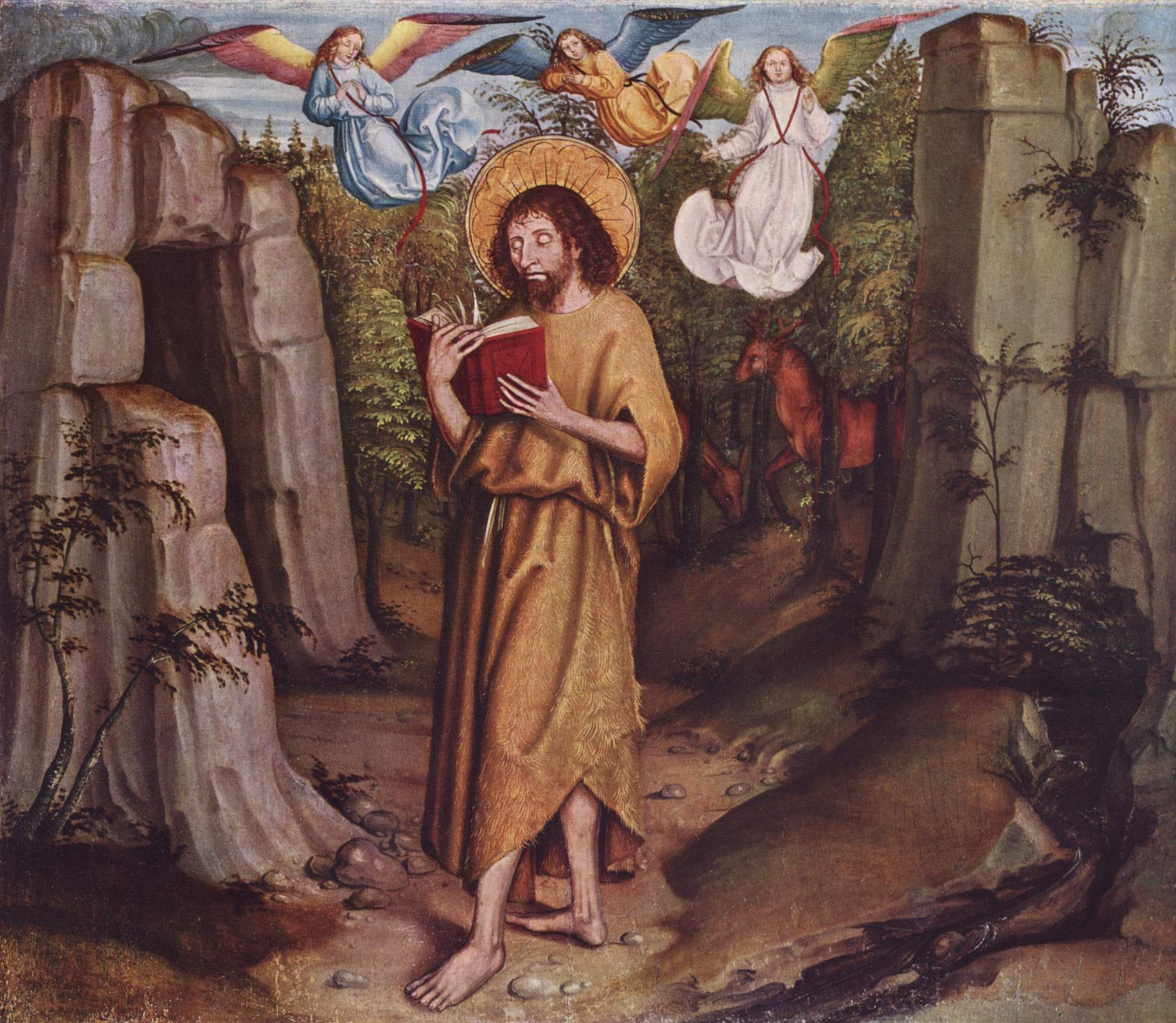
Johannes der Täufer in der Wüste, um 1495, Kunsthaus Zürich
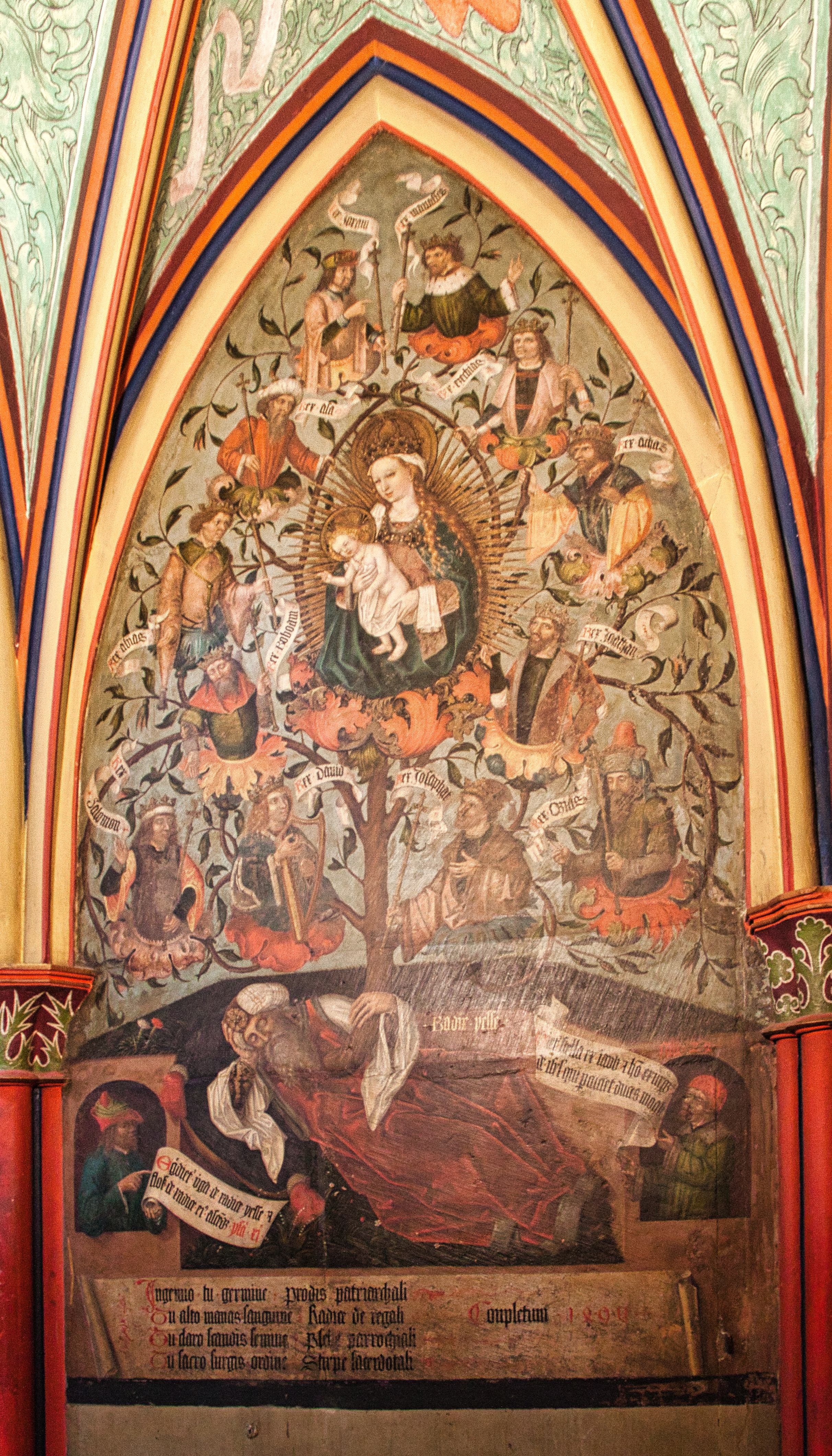
Wurzel Jesse, 1495, Französische Kirche, Bern
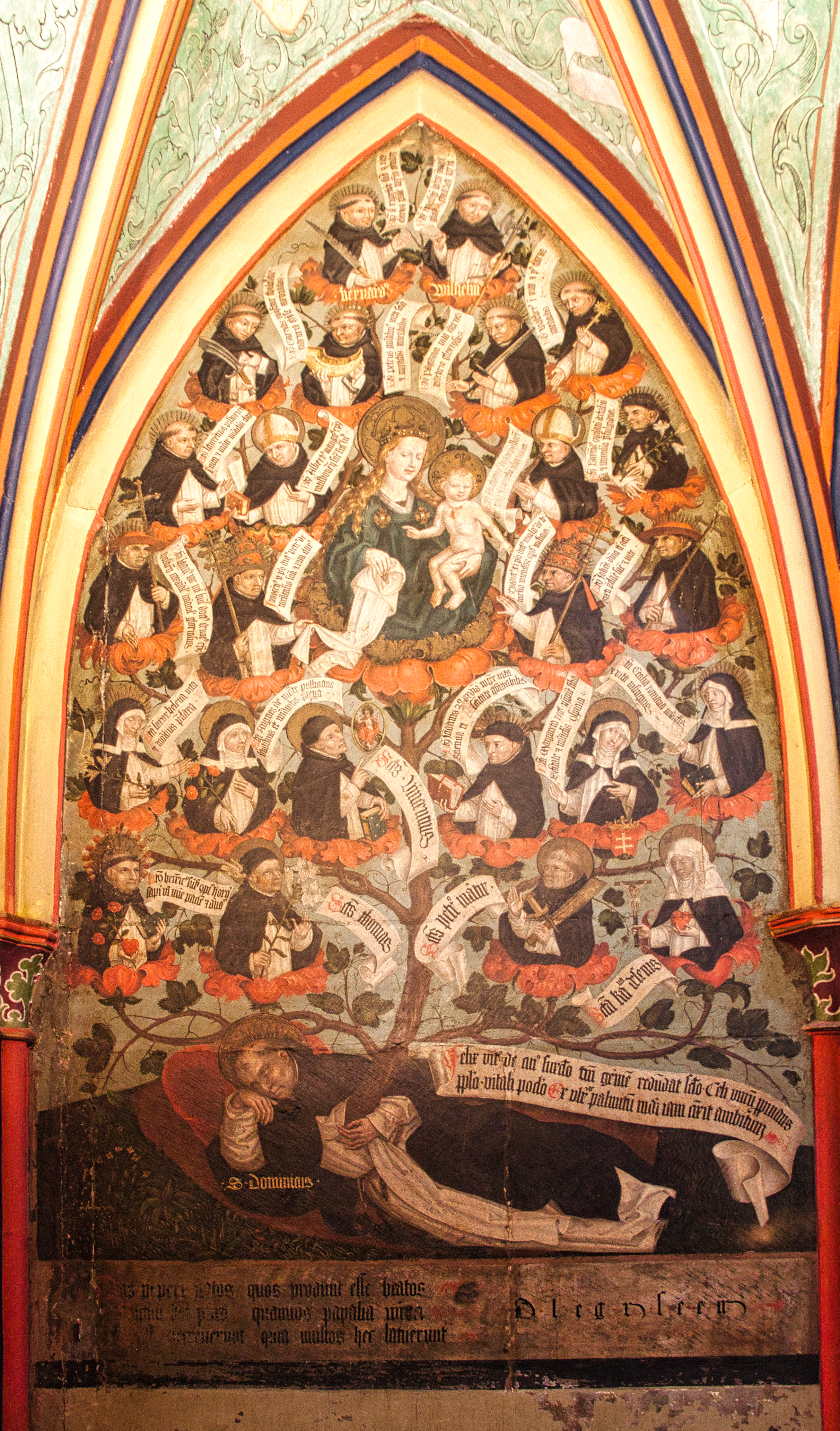
Ordensbaum der Dominikaner, Französische Kirche, Bern
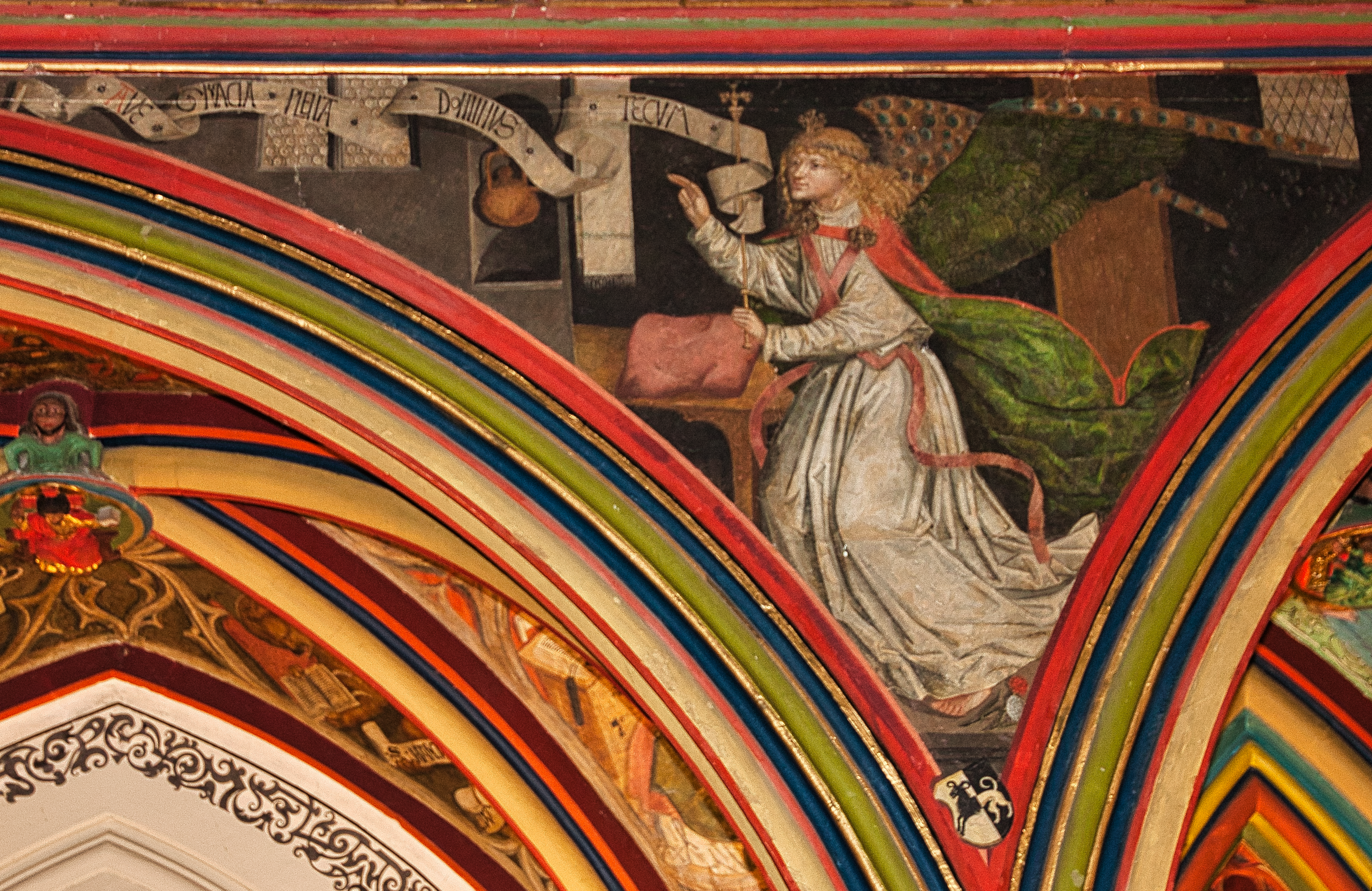
Engel der Verkündigung Mariä, Französische Kirche, Bern
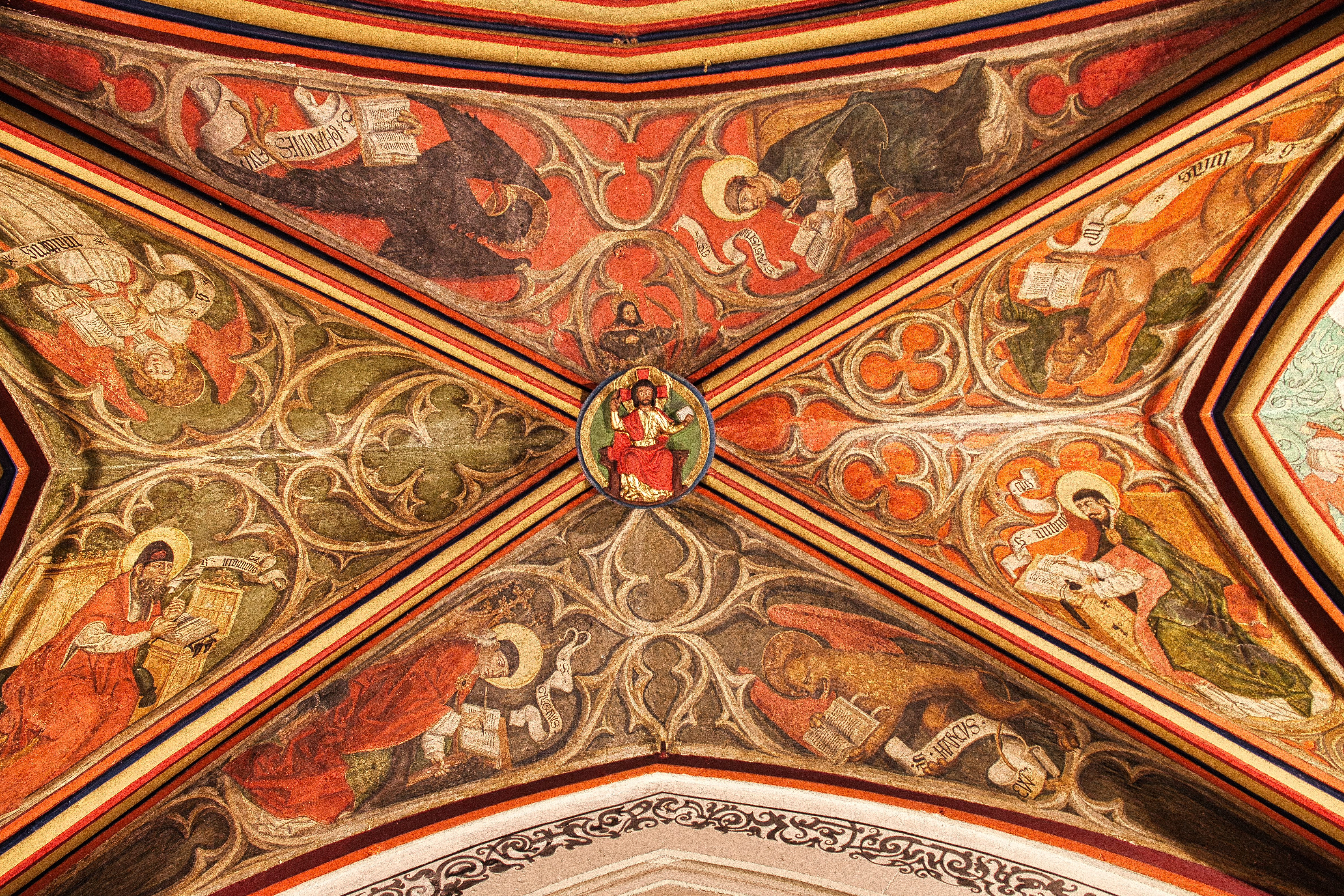
Deckengemälde im Lettner der Französischen Kirche

## Zürcher Nelkenmeister

### Erster Zürcher Nelkenmeister

#### Gastmahl des Herodes

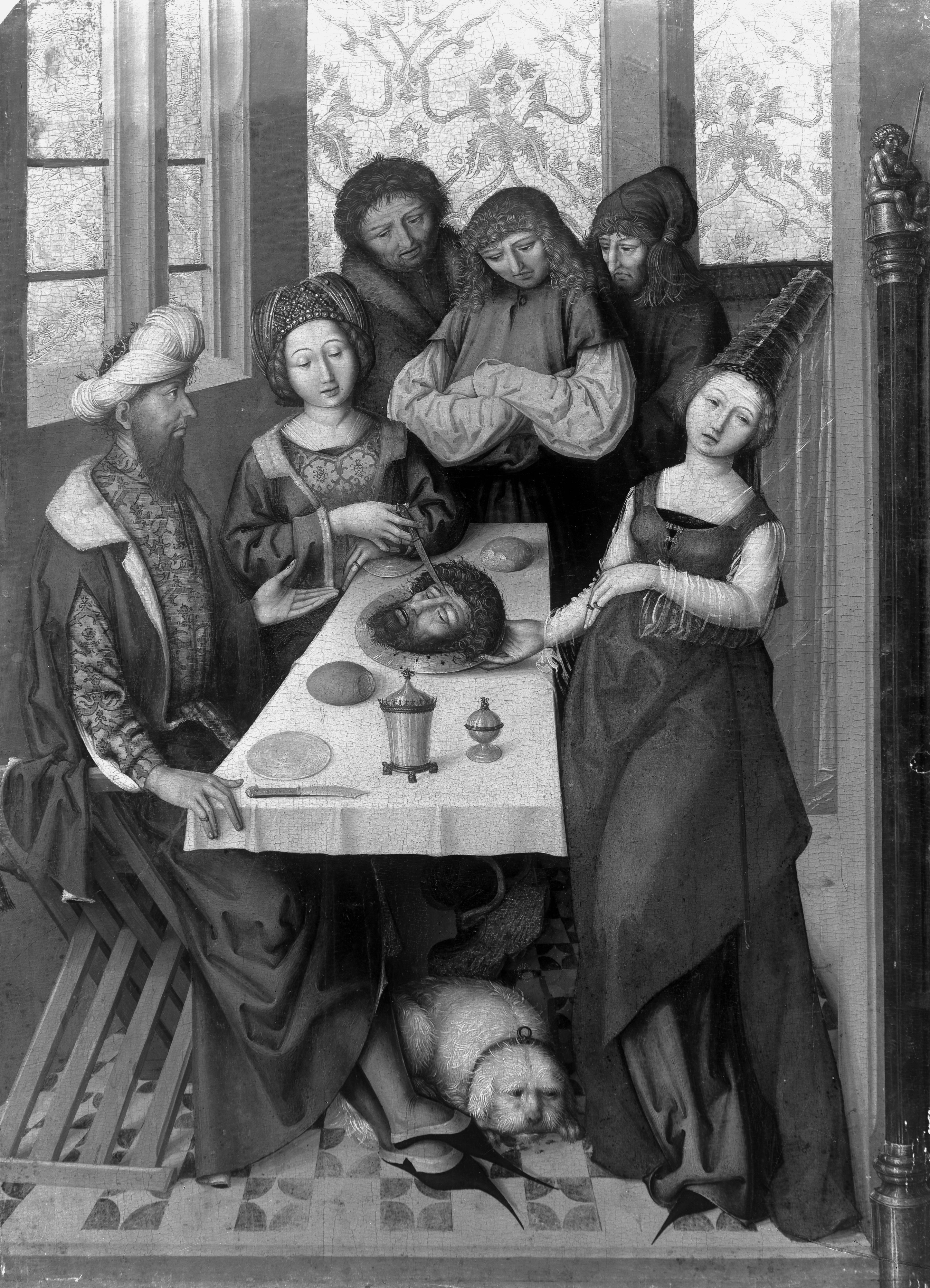
Gastmahl des Herodes, 1485–1490, 1945 im Kaiser-Friedrich-Museum, Berlin, verbrannt

Das Gastmahl des Herodes, das in Berlin 1945 einem Brand zum Opfer fiel und nur noch in Schwarzweiss-Abbildungen überliefert ist, ist nach Ansicht des Kunsthauskonservators Christian Klemm und von Ulrich Gerster das früheste Werk des ersten Zürcher Nelkenmeisters. Es stellt die Szene dar, in der Salome von rechts her den Raum betritt und ihrer Mutter Herodias das Haupt des Johannes überreicht. Herodias traktiert das tote Haupt mit einem Messer. Das Motiv des Herodiasstichs findet sich in französischen Passionsspielen des frühen 15. Jahrhunderts. Barbara G. Lane wies am Beispiel des Johannesaltars von Rogier van der Weyden darauf hin, dass dieser Stich als präfigurative Vorwegnahme des Lanzenstichs gesehen werden kann, den der römische Hauptmann Longinus dem am Kreuz hängenden Christus versetzte. Damit verweist das Gastmahl des Herodes direkt auf das Letzte Abendmahl hin.

##### Enthauptung eines jungen Heiligen
Die so genannten Kappelerhofbilder bestehen aus vier Tafeln fast identischer Abmessungen. Sie gehörten einst als Vorder- und Rückseiten zusammen. Im Einzelnen sind das die Marienkrönung, das Martyrium der Zehntausend, die Dornenkrönung und die Kreuztragung. Aufgrund des Querformats dieser Tafeln ist davon auszugehen, dass jeder Flügel aus je zwei übereinderliegenden Tafeln bestand. Der damaszierte Goldgrund der Marienkrönung und des Martyriums der Zehntausend zeichnen diese beiden Tafeln als Flügel im geöffneten Zustand aus, wie sie sich an Festtagen präsentierten. Die beiden Passionsszenen waren im geschlossenen Zustand, also in der Alltagsansicht, zu sehen. Es handelt sich höchstwahrscheinlich um Flügelfragmente desselben Flügelaltars. Für die Marienkrönung gibt es einen Hinweis aus dem Jahr 1873, wonach das Bild „vor einigen Dezennien“ im Kappelerhof aufgestellt gewesen war. Aufgrund der Dimensionen inklusive einer hinzugedachten Predella und eines Masswerks, des so genannten Gesprenges, kommt man auf beachtliche Dimensionen, die zwar in der Kapelle des Kappelerhofs Platz gehabt, aber einen höchst überdimensionierten Eindruck hinterlassen hätten. Wahrscheinlicher ist, dass nur einzelne Tafeln in den Kappelerhof gelangten und dort aufgestellt wurden. Die für diesen Ort belegte Marienkrönung passt gut in die Kapelle, die offenbar der Gottesmutter geweiht war. Mit der Annahme, dass nur Teile des Altars in dieser Kapelle aufgestellt waren, ist die Datierung von 1508/09 dann nur noch als Zeitpunkt zu verstehen, bis zu dem die Bilder spätestens entstanden sind. Für die Abfolge der Bilder ist man mangels Teilinformationen auf Mutmassungen angewiesen. Gerster geht davon aus, dass die Werkstatt sich an der Abfolge des Passionsgeschehens und des zwölfteiligen Kupferstichwerks von Martin Schongauer orientierte, wie das die Altaraussenseiten nahelegen.
In den 1980er Jahren tauchte die Tafel Enthauptung eines jungen Heiligen in französischem Familienbesitz auf. Die Zürcher Zünfte kauften das Gemälde und schenkten es 1986 zum 650. Jubiläum der Brun'schen Zunftverfassung an die Stadt Zürich. So kam es ins Kunsthaus. Zur Datierung helfen mangels belastbarer zeitgenössischer Dokumente nur Vergleiche mit anderen Werken, die dem Meister zugeschrieben werden. Christian Klemm datierte es im Sammlungskatalog von 2007 „um 1485“. Dem widerspricht Ulrich Gerster mit der Feststellung, dass dieses Werk eine reifere Leistung darstelle als das Gastmahl des Herodes, das gemeinhin auf „um 1490“ datiert wird und das von Klemm ursprünglich als das scheinbar „früheste Werk des Nelkenmeisters der Enthauptung“ bezeichnet wurde. Unbestritten ist die Zuschreibung an den ersten Zürcher Nelkenmeister. Unsicher ist trotzdem der ursprüngliche Standort dieses Werkes. Zwar macht die Zürcher Werkstatt einen Standort in Zürich wahrscheinlich. Christoph und Dorothee Eggenberger legten 1989 dar, die Tafel könnte für die Barfüsserkirche in Zürich bestimmt gewesen sein. Gerster hält dies aufgrund der dünnen Faktenlage für eine feinsinnige Spekulation. Nach Gerster lässt sich nicht einmal mit Sicherheit festhalten, dass das Gemälde für einen Sakralbau geschaffen wurde. Auch die Identifikation des Heiligen, dem kein Attribut beigegeben ist, bleibt ungewiss. Denn auch die übrigen Figuren liefern keine eindeutigen Hinweise zur Identifikation. Natürlich legt die Werkstatt in Zürich nahe, dass es sich um den Stadtpatron Felix handelt. Aber auch dieser Annahme fehlt eine faktische Grundlage. Laut Gerster könnte es sich um irgendeinen Märtyrer handeln, der enthauptet wurde. Und die weitaus meisten von ihnen wurden enthauptet, weil das die einzige ehrbare Todesart war. Christoph und Dorothee Eggenberger vertraten ebenfalls die Ansicht, dass der dargestellte Märtyrer nicht der Heilige Felix sei, sondern der Typus des Märtyrers an sich. Soweit geht Gerster nicht. Er gibt aber zu bedenken, dass das Martyrium der Stadtheiligen üblicherweise mit allen drei Märtyrerfiguren ins Bild gesetzt und der heilige Felix zu jener Zeit eher mit Bart dargestellt wurde.

#### Marienkrönung

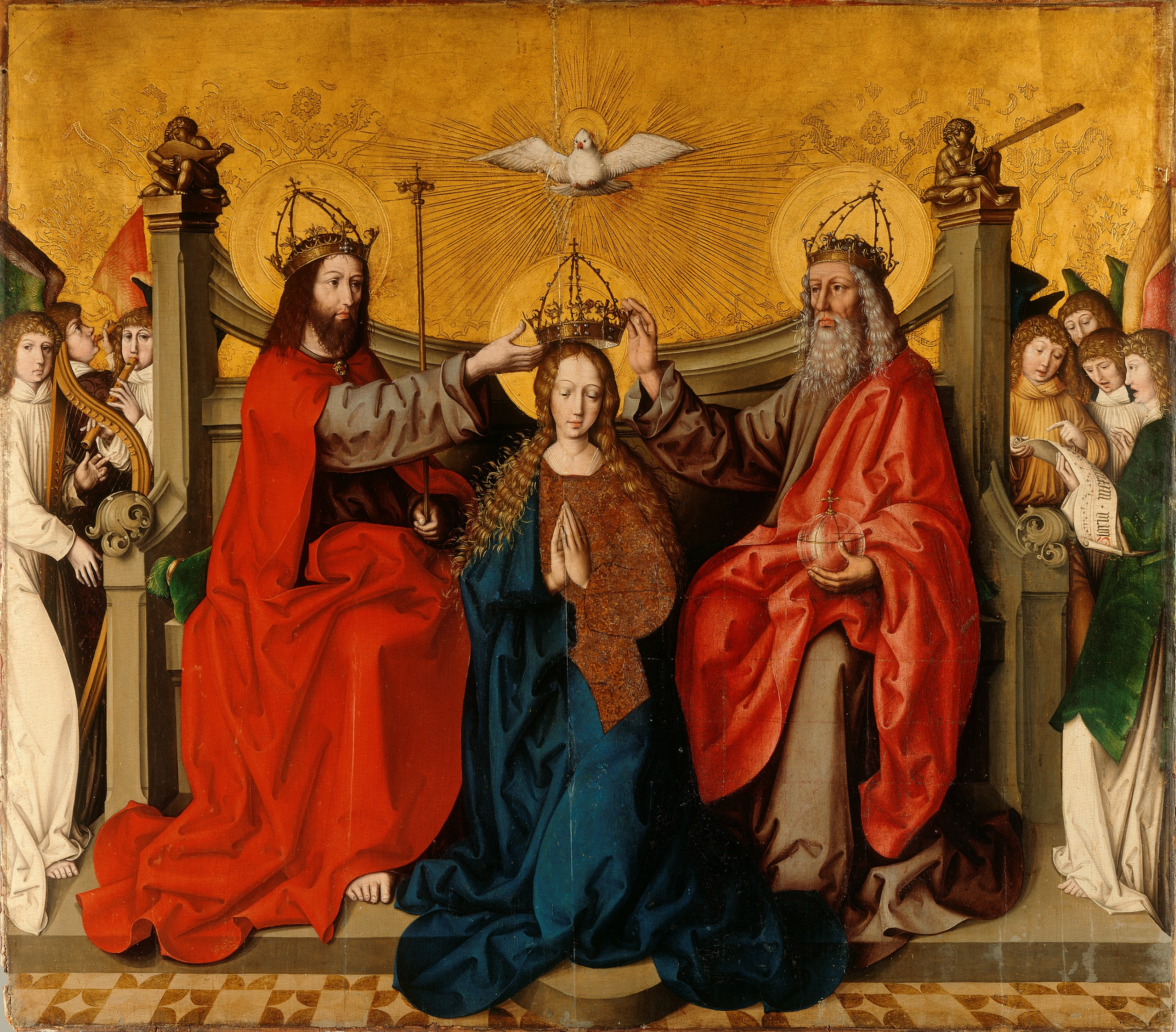
Marienkrönung, (Kappelerhoftafel), vor/um 1508/09, Landesmuseum Zürich

Das Motiv der Marienkrönung taucht in der bildenden Kunst erstmals in der französischen Frühgotik auf: In den ersten Darstellungen sitzen Christus und Maria gekrönt nebeneinander, in späteren Darstellungen setzen Christus und Gottvater der in der Mitte sitzenden Gottesmutter die Krone auf und schliesslich schuf Rogier van der Weyden um 1442–1445 ein Marientryptichon, das gewöhnlich nach dem wahrscheinlichen Herkunftsort, dem Kloster Miraflores, benannt ist und sich in den Staatlichen Museen zu Berlin befinden. Das Haupt- und Hintergrundmotiv wird von fein ausgearbeiteten Archivolten umrahmt. Die dritte Darstellung zeigt, wie Jesus als Auferstandener seiner Mutter erscheint. In der Archivolte zeigt die oberste, rechte Szene eine Marienkrönung: Gottvater zur Rechten und Christus zur Linken der Gottesmutter und zentral über ihr die Taube des Heiligen Geistes. Hier sind alle Elemente des neuen Typs der Marienkrönung durch die Trinität vorhanden. Dieric Bouts, einer von Rogiers van der Weydens Nachfolgern, übersetzte das Kleinbild des Meisters in eine grosse Komposition, seine Marienkrönung. Damit schuf Dieric Bouts einen Typus, der nördlich der Alpen breit rezipiert und oft variiert wurde. Gerster vergleicht die Marienkrönung der Kappelerhoftafel mit jener des Rohrdorfer Retabels, das um 1480–85 entstanden ist und sich in der Staatlichen Kunsthalle Karlsruhe befindet. Beiden ist die Krönung durch die Trinität gemeinsam. Nur trägt Christus in der Rohrdorfer Darstellung wie Gottvater eine Krone und ist ebenfalls prächtig gekleidet. In beiden Bildern fällt die strikte Parallelität zwischen Christus und Gottvater auf. Für die Platzierung der Engel scheint sich der Nelkenmeister hingegen an Bouts gehalten zu haben. Die perspektivische Erfassung des Raums ist bei Bouts geglückt, beim Nelkenmeister verlaufen die nach hinten laufenden Geraden nicht in einem Fluchtpunkt; der Boden kippt nach rechts weg. Die Stärken des ersten Zürcher Nelkenmeisters sind die sensible zeichnerische Anlage des Bildes und die versierte Farbgestaltung.

Mögliche Vorlagen für die Marienkrönung des ersten Nelkenmeisters
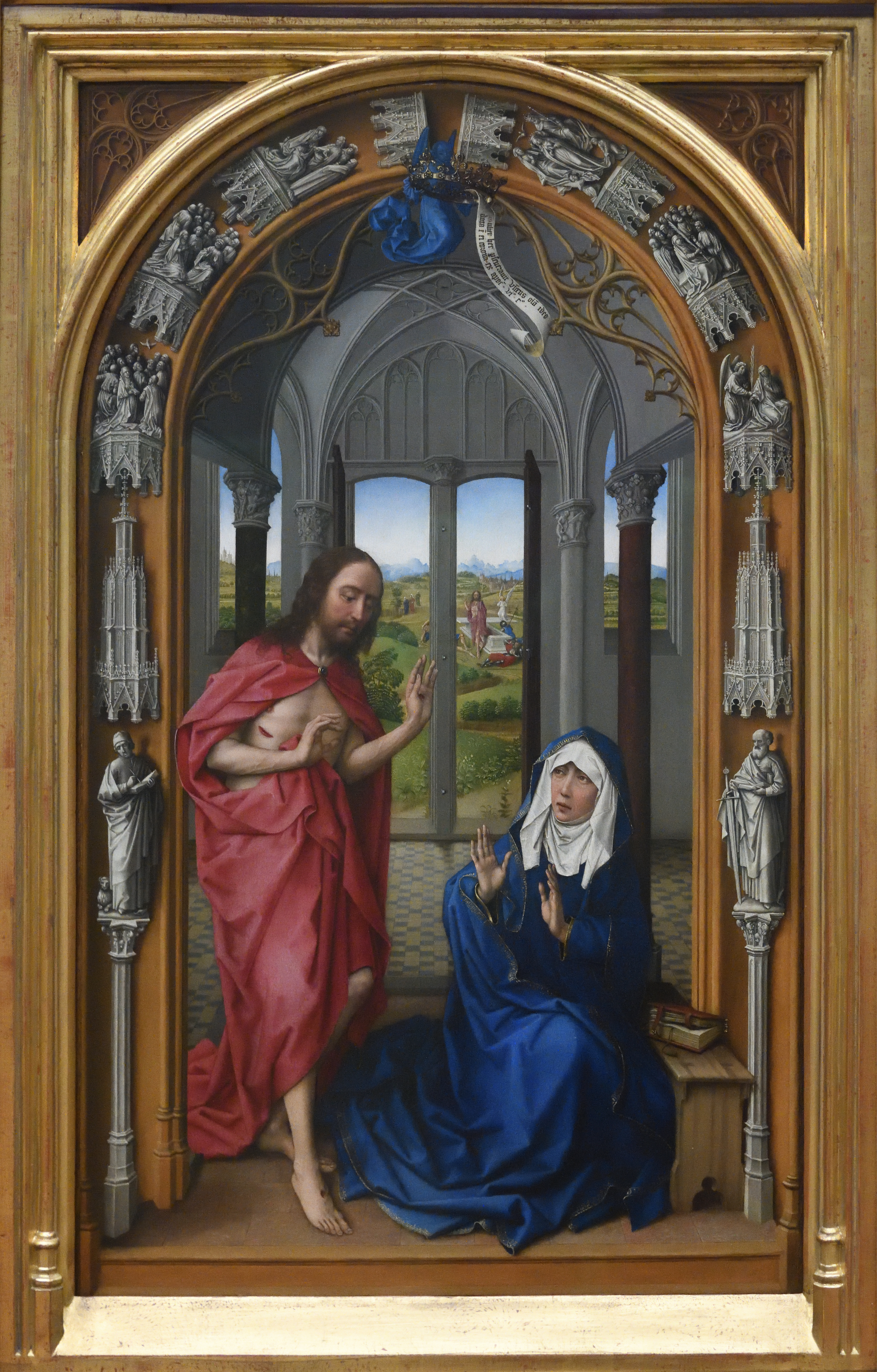
Jesus erscheint seiner Mutter, aus dem Mirafloresaltar von Rogier van der Weyden, 1442–45 Gemäldegalerie Berlin
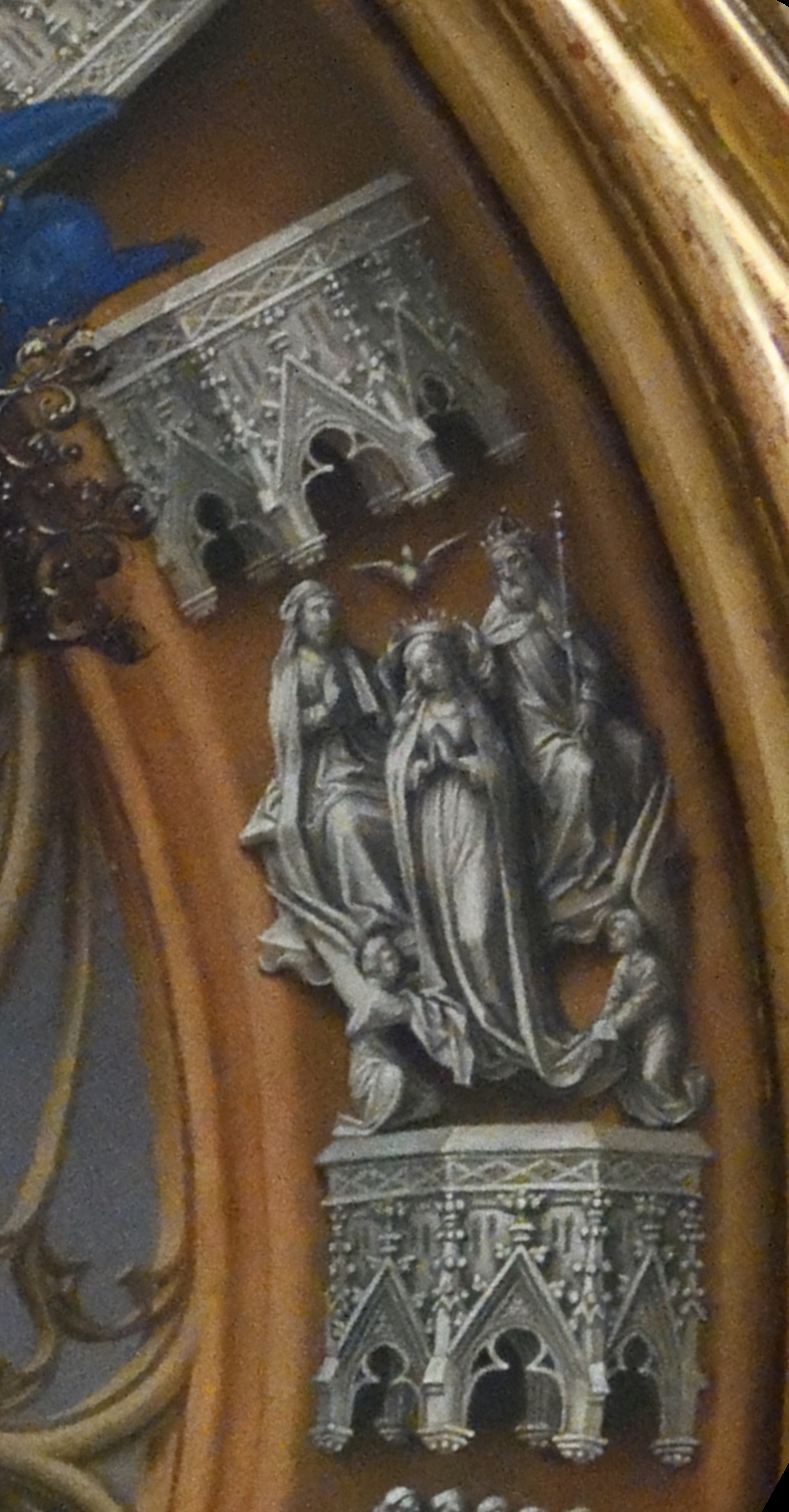
Marienkrönung durch die Trinität (Volute oben rechts, hier senkrecht gedreht). Detail aus der Tafel Jesus erscheint seiner Mutter
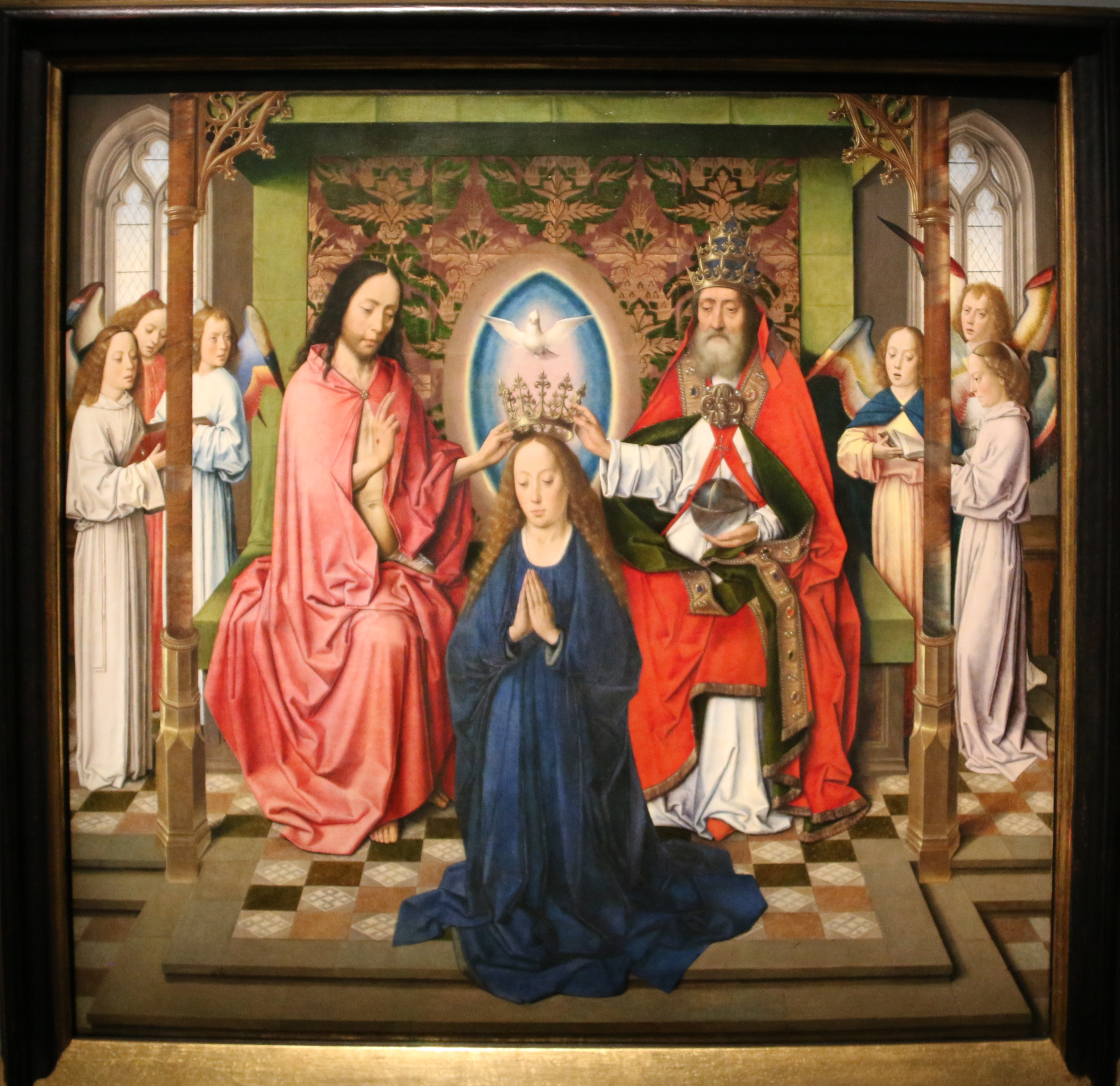
Marienkrönung von Dieric Bouts, um 1464, Gemäldegalerie der Bildenden Künste Wien

#### Martyrium der Zehntausend

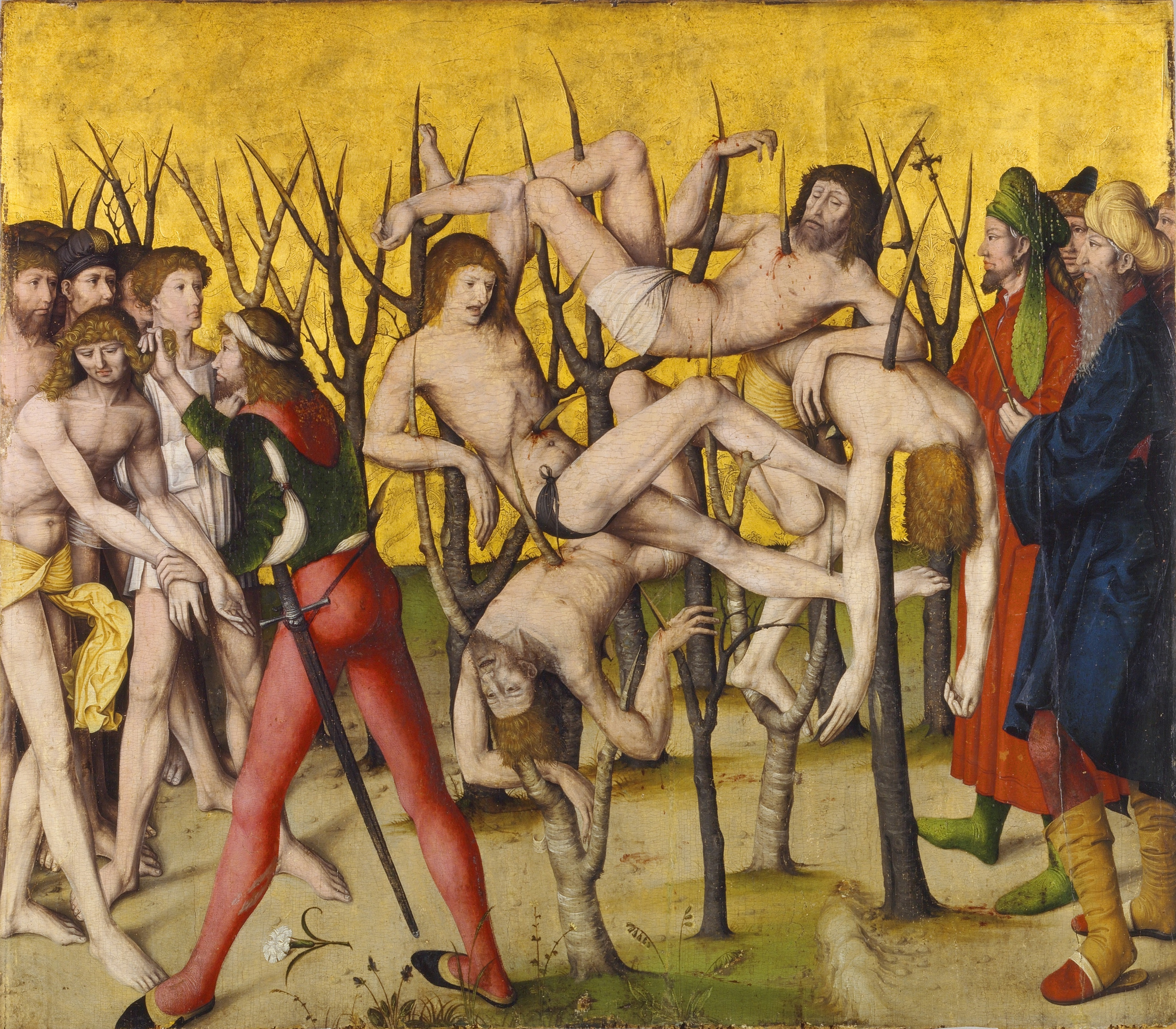
Erster Zürcher Nelkenmeister: Martyrium der Zehntausend (Kappelerhoftafel), vor/um 1508/09, Landesmuseum Zürch

Beim Martyrium der Zehntausend ist ersichtlich, dass sich in der zeichnerischen Anlage und der Farbigkeit, dessen Kolorit ins Tiefe und Weiche gehen, die gleiche Hand wie in der Enthauptung eines jungen Heiligen findet. Zudem finden sich ähnliche Motive und Figurentypen, die der Künstler in verschiedenen Gemälden mehrfach verwendet hat, wie beispielsweise der orientalische Turbanträger und Herrschergestalten oder der Henker, der in einem ähnlichen Schrittmotiv dargestellt ist wie im Gemälde des jungen Heiligen. Auch seine Kleidung (pantoffelartige Schuhe mit heller Bordüre, eng anliegende Hose, geschlitztes Wams) und selbst das Schwert und die Schwertscheide sind fast identisch. Das gilt auch für das Szepter des Herrschers am rechten Bildrand. Und wie im Bild des jungen Heiligen rückt der Künstler auch in diesem Bild das Gemetzel in ein west-östliches Spannungsfeld jener Zeit. Obwohl es sich um den römischen Kaiser Hadrian handeln müsste, sind er und sein Gefolge orientalisch gekleidet: auf der einen Seite die „recht-gläubigen“ Märtyrer, auf der andern Seite die „Ungläubigen“ aus dem Orient, die das Abendland bedrohen. Der Gruppe des Befehlshabers steht links die Gruppe der Gefangenen gegenüber, die ebenfalls dicht an den Bildrand gesetzt sind. Hier zeigt sich, dass der erste Zürcher Nelkenmeister gern nach einem ähnlichen Kompositionsprinzip arbeitete: Das Hauptmotiv ist von eng beisammenstehenden Figuren, die am Bildrand stehen, gerahmt. Der Legende nach soll das Martyrium der zehntausend Christen unter der Herrschaft der Kaiser Hadrian und Antoninus Pius am Berg Ararat stattgefunden haben. Ein römisches Heer war unter der Führung des heidnischen Fürsten Achatius nach Kleinasien gezogen. Angesicht einer drohenden Niederlage aufgrund einer beträchtichen feindlichen Übermacht sollen den römischen Truppen Engel erschienen sein, die ihnen verhiessen, dass sie, falls sie zu Christus beteten, den Sieg davontragen würden. Nach gewonnener Schlacht erfuhr der römische Kaiser von der Bekehrung der römischen Soldaten. Er schickte den Abtrünnigen seinerseits eine Barbaren-Armee entgegen. Darauf folgte das Martyrium der Ritter, was dazu führte, dass weitere 1000 Heiden sich zum Christentum bekannten und zu den christlichen Truppen überliefen. So kam es, dass der Legende nach zehntausend Christen – je nach Überlieferung – in verschiedenen Formen und Reihenfolge gesteinigt, gegeisselt, mit Dornen bekrönt, ans Kreuz geschlagen und schliesslich vom Berg in ein Dornengestrüpp gestossen wurden. Einige Folter- und Tötungsformen betonen bereits den Aspekt der imitatio Christi, der Nachfolge Jesu. Die Legende verbreitete sich seit dem 12. Jahrhundert. Als historischer Hintergrund dürften die Kreuzzüge gelten. Die Ritter sollten in der Darstellung des Martyriums der Zehntausend ein Vorbild finden. Aus dieser Perspektive ist verständlich, dass die Heiden im Zürcher Bild als Orientalen dargestellt sind. Sie nimmt Anleihen aus der anderen bekannten, deutlich älteren Legende auf, dem Martyrium der Thebäischen Legion. Das Bild rührt auch die zeitgenössische Lebenserfahrung des Massentods an, verursacht durch den Schwarzen Tod, die Pest, die ganze Landstriche und grosse Teile der städtischen Bevölkerung hinwegraffte. Paul Ganz kritisierte 1924, dass das Bild wegen seines symmetrischen Aufbaus statisch und wie ein Akrobatenkünststück wirke, weil der Künstler darauf verzichtet habe, den wahren Vorgang darzustellen, bei dem die Opfer über einen Felsen hinuntergestossen wurden. Die Kritik, findet Gerster, sei nachvollziehbar. Doch habe der Künstler für die Gestaltung der Mittelgruppe auf eine ältere Darstellungstradition zurückgegriffen, welche die Märtyrer isoliert im Dornengestrüpp aufgespiest zeigt. Nebst mehreren Illustrationen, die den Künstler inspiriert haben könnten, verweist Gerster auf eine Fassung des Hortulus animae, die 1503 in Strassburg von Johann Wähinger gedruckt wurde und von der sich ein Exemplar nachweislich in Altzürcher Besitz befand. Auffällig ist vor allem die Haltung der zweituntersten Figur des Holzschnitts, die sich auf der Kappelerhoftafel als oberste Figur in sehr ähnlicher Haltung (aber seitenverkehrt) findet.

#### Dornenkrönung

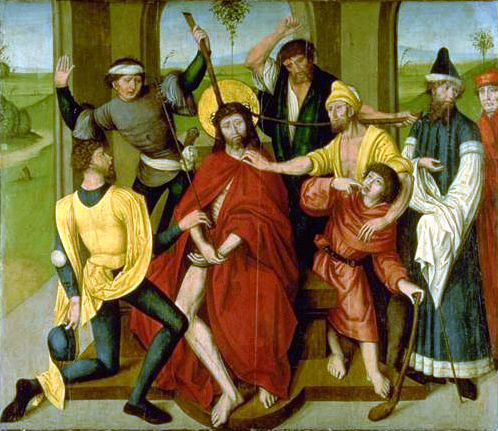
Erster Zürcher Nelkenmeister: Dornenkrönung, (Kappelerhoftafel), vor/um 1508/09, Landesmuseum Zürich

Für die Flügel der Aussenseite griff der erste Zürcher Nelkenmeister auf Martin Schongauers zwölfteiligen Kupferstichzyklus Die Passion Christi zurück, und zwar auf Die Dornenkrönung (Blatt 5) und Die Kreuztragung (Blatt 8). Dabei übertrug er die hochformatigen Stiche in breitformatige Tafeln. Zudem verzichtete er auf den glatzköpfigen Schergen auf der linken Seite. Dadurch wirken die Szenen luftiger, die Figuren im Vergleich zu Schongauers Druck vereinzelt, aber auch die Dynamik der drängenden Menge der Schongauer-Bilder ging weitgehend verloren. Die Figuren wirken steif. Dem hinteren Gesellen wurde der Stock, der in der Unterzeichnung noch erscheint, aus der Hand genommen. Dadurch erstarrt seine erhobene Faust zu einer etwas unmotivierten Attitüde. Es wird deutlich, dass die Tafeln der Aussenseite der Kappelerhofkapelle eher unscheinbare Leistungen aus der Werkstatt des ersten Züricher Nelkenmeisters sind. Ein solcher Qualitätsunterschied war in der zeitgenössischen Kunst oft festzustellen, weil nur von der Festtagspräsentation, also im geöffneten Zustand, erwartet wurde, dass sie ihre volle Pracht zur Schau stellte. An den Aussenflügeln wird deutlich, dass bei beiden wohl der gleiche Werkstattmitarbeiter ausführend tätig war.

Passion Christi von Martin Schongauer, um 1475–1480
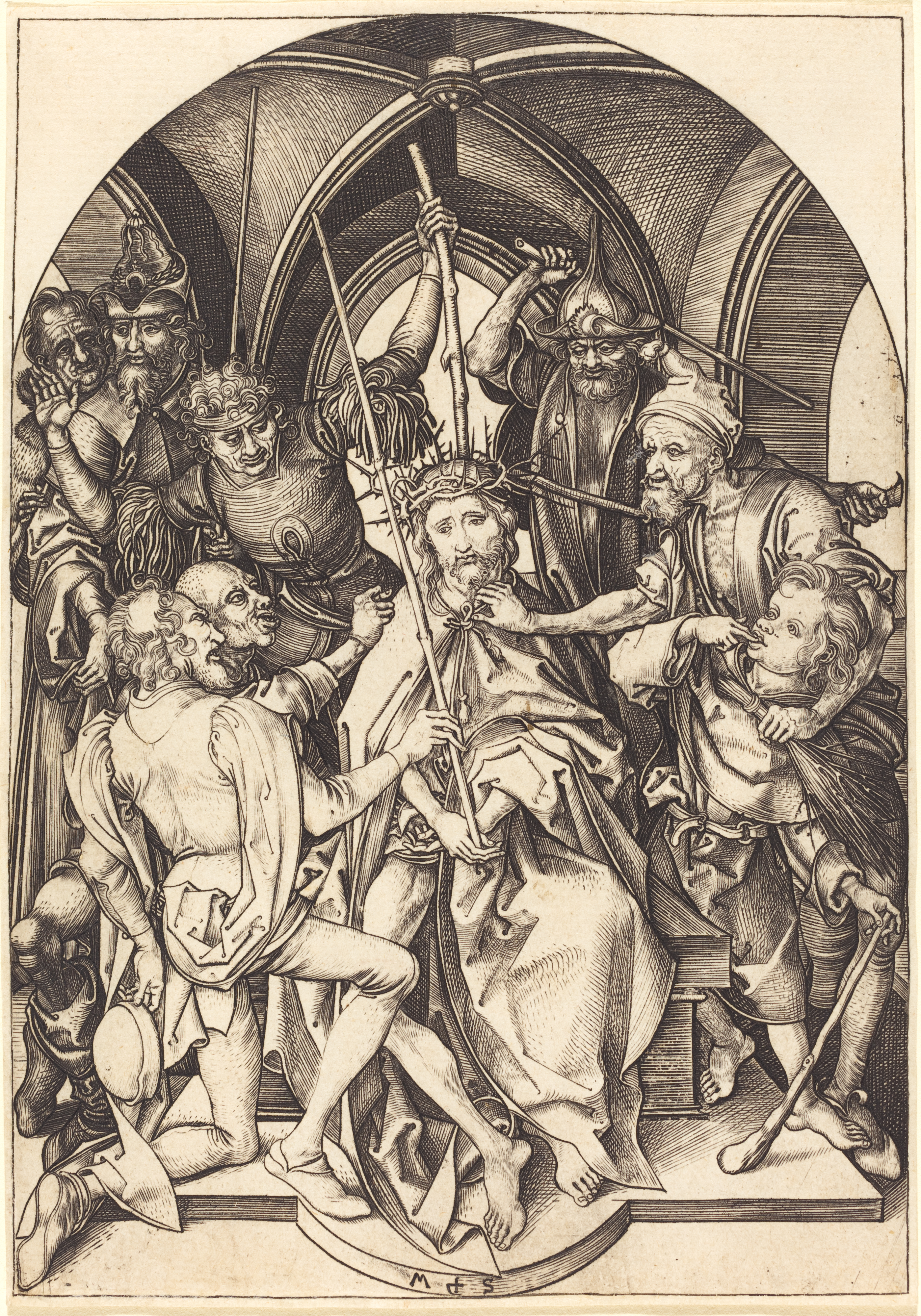
Dörnenkrönung Christi (Blatt 5)
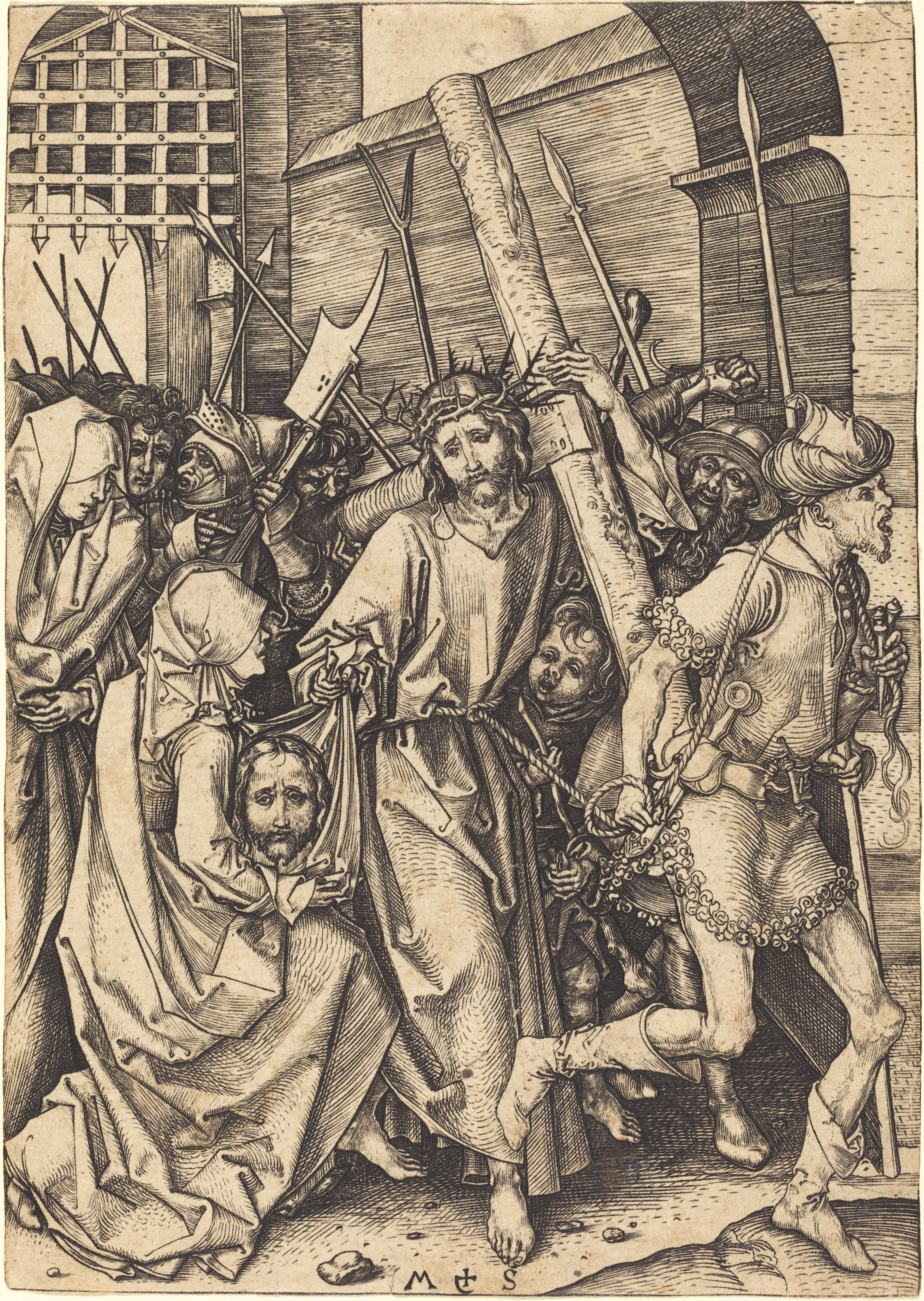
Die Kreuztragung (Blatt 8)

#### Kreuztragung

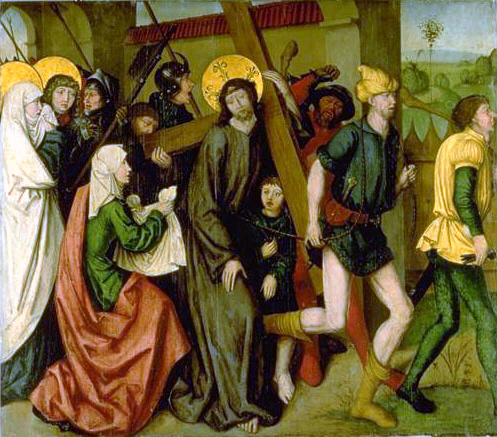
Erster Zürcher Nelkenmeister: Kreuztragung, (Kappelerhoftafel), vor/um 1508/09, Landesmuseum Zürich

Das trifft auch auf die Tafel der Kreuztragung aus der Werkstatt des ersten Zürcher Nelkenmeisters zu. Auch hier gelang es der Werkstatt nicht, den schiebenden Bewegungsrhythmus zu erzeugen, der das Schonbauer-Blatt auszeichnet. In der Zürcher Version wirken die Figuren wie nebeneinander gestellt. Auf der rechten Bildseite musste wegen der Umsetzung des originalen Hochformats in das Querformat der Altartafel neben den Torausgang ein Bildstreifen angesetzt werden. Die Nelkenmeisterwerkstatt setzte hier einen buckligen Schergen mit Kropf hin, der die Kreuzesnägel trägt. Man erkennt, was geschieht, wenn der Geselle eine Figur selbst erfinden musste: Die Wiedergabe im strikten Provil ist schematisch und das Schrittmotiv überzeugt nicht. Der Turbanträger, der Christus an einem Seil hinter sich herzieht, stellt eine interessante Figur im Schongauerzyklus dar. Leitmotivisch zieht sie sich durch die Bilder. Offenbar spielte bereits Schongauer auf die Bedrohung der Christen durch die Türken an. Die zeithistorische, west-östliche Konfliklinie schlug sich bereits bei Schongauer nieder. Interessant ist noch das Tuch der Veronika. Im Schongauer-Druck gibt Christus das Tuch der vor ihm Knienden mit dem Gesichtsabruck, dem vera icon, zurück. Im Zürcher Gemälde hält ihm Veronika das blanke Tuch entgegen. Er ist aber bereits an ihr vorübergeschritten und wird es kaum noch ergreifen.

#### Christus in der Rast
Ein Bild in Privatbesitz stellt Christus in der Rast dar. Ursprünglich befand sich das Bild in einer kleinen Feldkapelle, die oberhalb von Kriens stand. Das Motiv des Christus in der Rast (oder im Elend) ist seit dem Ende des 14. Jahrhunderts als Erweiterung der üblichen Passionsszenen bekannt. Die Szene zeigt Christus, der die Schädelstätte erreicht hat. Während um ihn herum seine Hinrichtung vorbereitet wird, hat er einen Moment der Ruhe. Meist sitzt er von den Martern gezeichnet neben dem Kreuz. Das Sujet wurde am häufigsten in der Skulptur dargestellt. Daneben gibt es aber auch in der Malerei und Druckgrafik Beispiele. Das Gemälde befindet sich in einem schlechten Zustand. Aufgrund mehrere Ähnlichkeiten mit der Dornenkrönung der Kappelerhofbilder und einer weissen Nelke im Vordergrund liegt die Zuschreibung zur Werkstatt des ersten Zürcher Nelkenmeisters nahe. Auch dieses Bild scheint weitgehend vom Gesellen, der die Aussenflügel der Kappelerhoftafeln stark mitgepägt hat, ausgeführt worden zu sein. Auch der Qualitätsabfall, den man im Zusammenhang mit den Aussenflügeln der Kappelerhofbilder im Vergleich zu der Heiligenenthauptung, dem Herodesgastmahl und der Innenflügel des Kappelerhofaltars, feststellen kann, wiederholt sich hier.

#### Entwurf für eine Wappenscheibe der Zürcher Zunft zu Saffran
Aufgrund zahlreicher Ähnlichkeiten mit oben beschriebenen Bildern kommt Gerster zum Schluss, dass der Entwurf für eine Wappenscheibe einer Krämerzunft aus der Werkstatt des ersten Zürcher Nelkenmeisters stammen muss, und zwar vom Meister selbst, und dass die Auftraggeberin wahrscheinlich die Zürcher Zunft zu Safran war, wie das von Rott und anschliessend auch Wilhelm Wartmann 1930 vertreten hatten. Dargestellt ist in der Szene, die sich um den eigentlichen Wappenschild abspielt, ein fahrender Händer, der in seinem Henkelkorb verschiedene Ware feilbietet. Offenbar sind er und der links stehende Käufer dabei, handelseinig zu werden. Denn der Käufer greift gerade zu seinem Geldbeutel. Hinter den beiden zieht ein weiterer Kunde ein Messer aus der Scheide, um dessen Schärfe zu prüfen. Und von rechts schreitet ein Gehilfe des fahrenden Kaufmanns oder ein weiterer Krämer ins Bild. Er trägt einen voll beladenen Rückenkorb mit einer Ladefläche bis über seinen Kopf. Überraschend an der Zeichnung ist die Komposition. Üblicherweise herrscht in der Gattung von Wappenschreiben eine strenge Symmetrie. Das ist hier nicht der Fall. Die Zeichnung besticht durch ihre Dynamik von Handlungen und Zwiegesprächen. Der Ballung von Figuren auf der linken Seite stellt der Meister gekonnt den heraneilenden Warenträger auf der rechten Seite gegenüber.
Auf die Frage, wer der erste Zürcher Nelkenmeister war, gibt es keine schlüssige Antwort. Aufgrund vieler Ähnlichkeiten ist davon auszugehen, dass er aus dem Kreis um Martin Schongauer kommen muss. Denn da sind nicht nur Ähnlichkeiten, die sich jeder Maler aus zeitgenössischen Grafiken hätte abschauen können. Da sind auch Merkmale wie etwa das Aussehen der Orientalen oder der Typus der weiblichen Figuren und die allgemein stilistische Auffassung. Es könnte also sein, dass ein Künstler, der in unmittelbarer Nähe zu Martin Schongauger die Kunst erlernt hatte, nach Zürich kam. Dann hätte er um seine Verdienste willen wohl früher oder später das Bürgerrecht erhalten und wäre wie Paul Löwensprung irgendwann selbst Meister geworden. Deshalb rückt laut Gerster wieder die These in den Vordergrund, dass einer der Söhne des Peter Zeiner auf der Wanderschaft in unmittelbarer Nähe zu Martin Schongauer als Gesellen tätig waren. Peter Zeiner hatte drei Söhne, die alle das Malerhandwerk betrieben: Lienhard, Ludwig und Ruland. Der letztgenannte dürfte zu jung sein, um als der gesuchte Meister in Frage zu kommen. Lienhard und Ludwig sind ab 1496 bis 1514 mehrmals aktenkundig. Denkbar ist, dass sie von ihrer Gesellenwanderung aus dem Elsass wieder nach Zürich zurückkamen und die Werkstatt ihres Vaters übernahmen. Dies würde erklären, warum sie erst so spät in den Akten auftauchen.

### Zweiter Zürcher Nelkenmeister – Hans Leu der Ältere
Mehrere Werke werden dem zweiten Zürcher Nelkenmeister zugeordnet. Dieser kann mit Hans Leu dem Jüngeren identifiziert werden.

#### Michaelaltar
Es handelt sich um vier Tafeln, die zwei Flügel eines Michaelaltars ausmachten und schon vor ihrer Entdeckung in der zweiten Hälfte der 1920er Jahre auseinandergenommen worden waren.

## Stil
Die Werke der Nelkenmeister mit ihrer selbstbewussten Signatur zeigen hochstehendes, noch traditionsbewusstes handwerkliches Niveau im Übergang der Spätgotik zur Renaissance. Ihr Stil ist weniger durch ausschmückendes Detail, sondern durch strenge Komposition und zurückhaltende Dramatik gekennzeichnet, also durch die Andeutung einer Wende im gotischen Stil der Region.